# San Antonio Porvenir
San Antonio Porvenir är en ort i Mexiko.   Den ligger i kommunen La Independencia och delstaten Chiapas, i den sydöstra delen av landet, 900 km öster om huvudstaden Mexico City. San Antonio Porvenir ligger 1 315 meter över havet och antalet invånare är 525.
Terrängen runt San Antonio Porvenir är kuperad. Runt San Antonio Porvenir är det ganska tätbefolkat, med 52 invånare per kvadratkilometer. Närmaste större samhälle är San Isidro el Zapotal, 11,0 km sydost om San Antonio Porvenir. I omgivningarna runt San Antonio Porvenir växer i huvudsak städsegrön lövskog.